# آن لارسون
آن هيليفي لارسون (بالسويدية: Ann Larsson)‏ (من مواليد 25 يونيو 1955) هي عداءة سويدية. شاركت في سباق 4 × 400 متر للسيدات في أولمبياد صيف 1972 . 

## روابط خارجية
- آن لارسون على موقع الاتحاد الدولي لألعاب القوى (الإنجليزية)
- آن لارسون على موقع أوليمبيديا (الإنجليزية)
- آن لارسون على موقع اللجنة الأولمبية السويدية (السويدية)